# Florida Panthers
Los Florida Panthers (en español: Panteras de la Florida) son un equipo profesional de hockey sobre hielo de los Estados Unidos con sede en el área metropolitana de Miami, Florida. Compiten en la División Atlántico de la Conferencia Este de la National Hockey League (NHL) y disputan sus partidos como locales en el BB&T Center, ubicado en la ciudad de Sunrise.

## Historia
El 10 de diciembre de 1992 la NHL otorga una franquicia de expansión a un proyecto liderado por Wayne Huizenga, fundador de Blockbuster Video, que establecería un equipo de hockey sobre hielo en el estado de Florida. El nuevo equipo se llamaría Florida Panthers y, junto con los Anaheim Ducks, debutó en la temporada 1993-94 en un partido ante Chicago Blackhawks que terminó con un empate 4-4. En su primera temporada los Panthers estuvieron a punto de clasificarse para playoff aunque no lograron su propósito por tan solo una posición. Parte de su éxito se debió a las tácticas de su primer entrenador, Roger Neilson, que empleó un sistema ultradefensivo pero eficaz.
Neilson es cesado en 1995 tras no clasificarse para playoff de nuevo, y la franquicia contrata a Doug MacLean como técnico. Bajo su dirección, los Panthers lograrían clasificarse para los playoff al quedar terceros en su división. Sin embargo, el equipo supo dar la sorpresa y consiguió avanzar en las rondas de playoff derrotando a Boston Bruins, Philadelphia Flyers y Pittsburgh Penguins para alcanzar la final de la Stanley Cup. Sus rivales, Colorado Avalanche, vencieron a Florida en cuatro partidos y finalmente los Panthers no pudieron hacerse con el título. La buena racha del club continuaría en la temporada siguiente, llegando a encajar 17 victorias seguidas en temporada regular, aunque con una peor suerte en playoff al ser eliminados en primera ronda.
Los Panthers atraviesan una mala racha de 1997 a 1999 en la cual no se clasificarían para los playoff. Durante la misma, el equipo se traslada a un nuevo pabellón, Car Rental Center (conocido ahora como BankAtlantic Center) y realizan varios fichajes importantes como el jugador ruso Pavel Bure en 1999. Durante la temporada 1999-2000 vuelven a alcanzar los playoff, cayendo en primera ronda ante los eventuales vencedores de la Stanley Cup, los New Jersey Devils.
A partir de la temporada 2000-01 el club no se volvería a clasificar para unos playoff, y la franquicia cambia de propietarios cuando un consorcio liderado por Alan Cohen compra el equipo a Huizenga, y en el que también estaba implicado el exjugador de fútbol americano Bernie Kosar como copropietario. La campaña 2001-02 llegó a ser la peor en la historia de la franquicia con un récord de derrotas, y a pesar de varios fichajes en las siguientes temporadas no se pudo alcanzar la fase final.
Para 2007 el club vuelve a hacer importantes cambios con fichajes a cambio de elecciones de draft, logrando la contratación de Tomas Vokoun, y cambia sus uniformes. La temporada siguiente, su estrella Olli Jokinen se marcha a Phoenix Coyotes a cambio de varias elecciones en futuros draft, y el club se ha marcado como propósito volver a los playoff en un futuro cercano.

## Estadio
Florida juega sus partidos como local en el Amerant Bank Arena, un recinto que cuenta con capacidad para 20.000 personas ubicado en Sunrise, Florida. Además de hockey, el pabellón puede albergar partidos de baloncesto, conciertos y convenciones. El estadio fue inaugurado en 1998.
Su primer campo fue el Miami Arena, aunque este era provisional debido a que Huizenga quería un nuevo estadio para su club que contase con una mayor capacidad (14.000 por los 20.000 del BankAtlantic). Miami Heat también jugó en dicho pabellón hasta 1999.

## Logo y equipación
Los Panthers utilizan un jersey azul con bandas rojas para sus partidos en casa y blanco con bandas rojas para los encuentros que juega fuera. Los principales colores de la franquicia son el rojo, azul y blanco, aunque también se presentan detalles amarillos en las equipaciones.
El logotipo de la franquicia es una pantera, y permanece intacta desde 1993.

## Palmarés
- Copa Stanley (2): 2023-24, 2024-25.
- Trofeo Príncipe de Gales (3): 1995-96, 2022-23, 2023-24.

### Individuales
- Trofeo Maurice Richard: Pavel Bure 1999-00, 2000-01